# سبورتينغ المكنين
سبورتينغ المكنين هو نادي كرة قدم تونسي، أحدث عام 1945. وهو ينشط في الرابطة التونسية المحترفة الثانية لكرة القدم.
و في موسم 2021-2022، فاز بلقب رابطة الهواة مستوى أول وبذلك صعد إلى الرابطة المحترفة الثانية